# Olga Nikolajewna Knjasewa

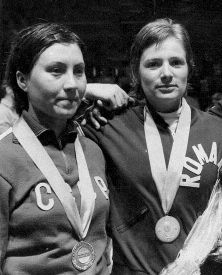
Olga Nikolajewna Knjasewa (links) mit Ecaterina Stahl (1975)

Olga Nikolajewna Knjasewa (russisch Ольга Николаевна Князева; * 9. August 1954 in Kasan, Tatarische ASSR, Sowjetunion; † 3. Januar 2015 ebenda) war eine sowjetische Florettfechterin. Sie gewann beim Fechtturnier der Olympischen Sommerspiele 1976 die Goldmedaille in der Mannschaftswertung, war vierfache Weltmeisterin und zweifache Vizeweltmeisterin, sowie vierfache Europacupsiegerin (der Vorläufer der späteren Fechteuropameisterschaften).

## Leben und Karriere
Die in der Großstadt Kasan, der Hauptstadt der autonomen Republik Tatarstan, geborene Knjasewa besuchte das Finanz- und Wirtschaftsinstitut ihrer Heimatstadt. Bei den Fechtweltmeisterschaften 1973 in Göteborg gewann sie die Silbermedaille mit der Damenmannschaft der Sowjetunion. Im darauffolgenden Jahr gewann sie mit den Damen bei den Fechtweltmeisterschaften in Grenoble die Goldmedaille. Abermals ein Jahr später konnte sie bei den Weltmeisterschaften in Budapest diesen Erfolg wiederholen und erreichte zudem die Silbermedaille im Einzel hinter der Rumänin Ecaterina Stahl und vor der Ungarin Ildikó Bóbis. Beim Europacup 1975, dem Vorläufer der späteren Fechteuropameisterschaften, konnte sie ebenfalls Gold im Einzel erreichen und wurde aufgrund dieser Erfolge als die beste Florettfechterin des Jahres ausgezeichnet.
Nachdem 1976 die Fechtweltmeisterschaften aufgrund der Olympischen Sommerspiele 1976 in Montreal ausfielen – beim Europacup konnte Knjasewa wiederholt die Goldmedaille erreichen – nahm die 21-jährige Sowjetbürgerin an besagtem Großevent teil. In Kanada nahm sie im 48 Damen aus 20 Nationen umfassenden Teilnehmerfeld im Einzel teil und wurde nach insgesamt 17 absolvierten Duellen Gesamtneunte. Mit den Damen war die Goldmedaille nahezu ungefährdet, wobei das Team nach zwei Kantersiegen über Kanada (Gesamtscore: 14 zu 2) und Rumänien (Gesamtscore: 9 zu 1), sowie einem knapperen 9 zu 6 über Deutschland im Finale gegen Frankreich noch mit 9 zu 2 gewinnen und sich die Goldmedaille als Olympiasieger sichern konnte.
Bei den Fechtweltmeisterschaften 1977 in Buenos Aires sowie beim Europacup des gleichen Jahres konnten sich die sowjetischen Damen rund um die 1,64 m große Studentin aus Kasan erneut durchsetzen und jeweils Gold gewinnen. Auch im darauffolgenden Jahr gelang bei den Fechtweltmeisterschaften 1978 in Hamburg und beim Europacup der Sieg in der Mannschaftswertung. Bei den nächsten größeren Bewerben, bei denen die Damen aus der Sowjetunion noch immer große Erfolge einfahren konnten, stand Knjasewa nicht mehr im Aufgebot, nachdem sie sich weitgehend aus dem Fechtsport zurückgezogen hatte. Danach ist nur wenig über den weiteren Lebenslauf der Tatarin bekannt.
Am 3. Januar 2015 wurde der Tod der mittlerweile 60-jährigen Olga Nikolajewna Knjasewa bekanntgegeben, die in ihrer Heimatstadt Kasan verstorben war. Von ihrem Verein Dynamo Kasan, dem sie über ihre gesamte Karriere hinweg die Treue hielt, wurde daraufhin ein eigener Gedenkgottesdienst geplant.